# Tale of Us

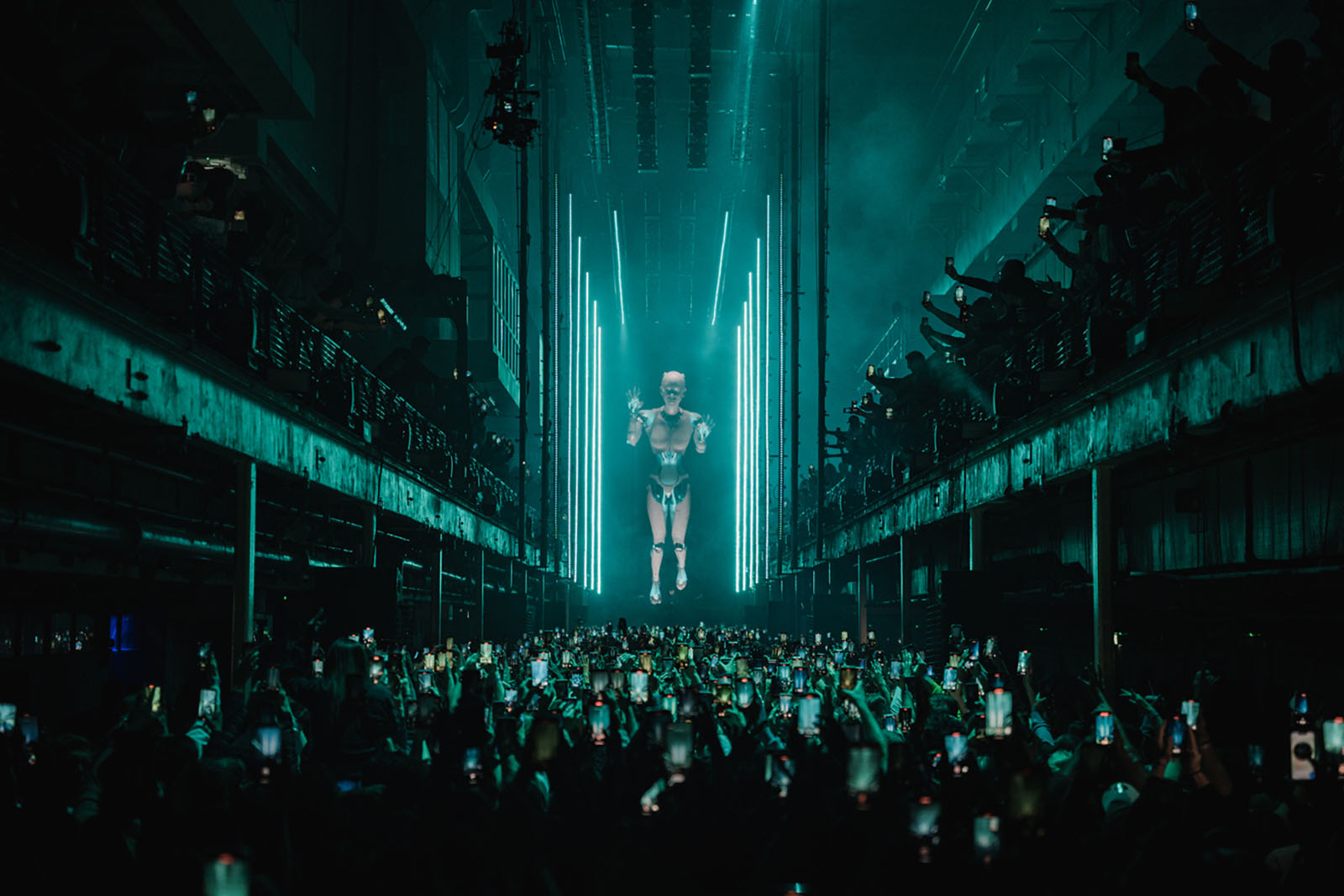
Tale of Us - Afterlife Printworks

Tale of Us is een Italiaans muziekproductie- en DJ-duo bestaande uit Carmine Conte (MRAK) en Matteo Milleri (Anyma). 
Ze staan bekend om hun emotionele, melodieuze benadering van elektronische muziek, waarbij ze invloeden uit techno, ambient en klassieke muziek combineren tot een uniek geluid. Sinds hun oprichting hebben ze wereldwijd faam verworven met hun meeslepende producties en indrukwekkende liveoptredens. Tale of Us is gevestigd in Berlijn, Duitsland, een stad die hun artistieke ontwikkeling en internationale reputatie sterk heeft beïnvloed.

## Carrière
Carmine Conte werd geboren in Toronto en Matteo Milleri in New York. Beiden verhuisden op jonge leeftijd naar Italië en ontmoetten elkaar in Milaan in 2008 tijdens hun studie geluidstechniek aan het SAE Institute.
Ze verhuisden naar Berlijn en begonnen samen muziek te produceren. Hun debuut-EP Dark Song verscheen in 2011. Hierop volgden Another Earth in 2013 en North Star/Silent Space in 2015. In 2017 tekende het duo een contract bij Deutsche Grammophon en bracht het hun eerste volledige album uit, getiteld Endless.
In 2016 richtte het duo het platenlabel Afterlife op. Onder de vlag van Afterlife hebben zij diverse artiesten gecontracteerd. In 2023 gingen ze een samenwerking aan met Interscope.
DJ Mag riep het duo in 2018 uit tot een van de top 100 alternatieve DJ's.
In 2018 werden ze opgenomen in de Grand Theft Auto Online DLC After Hours.
In 2019 traden ze op tijdens Coachella, en in 2023 keerden ze terug naar het festival voor een nieuw optreden.

## Anyma

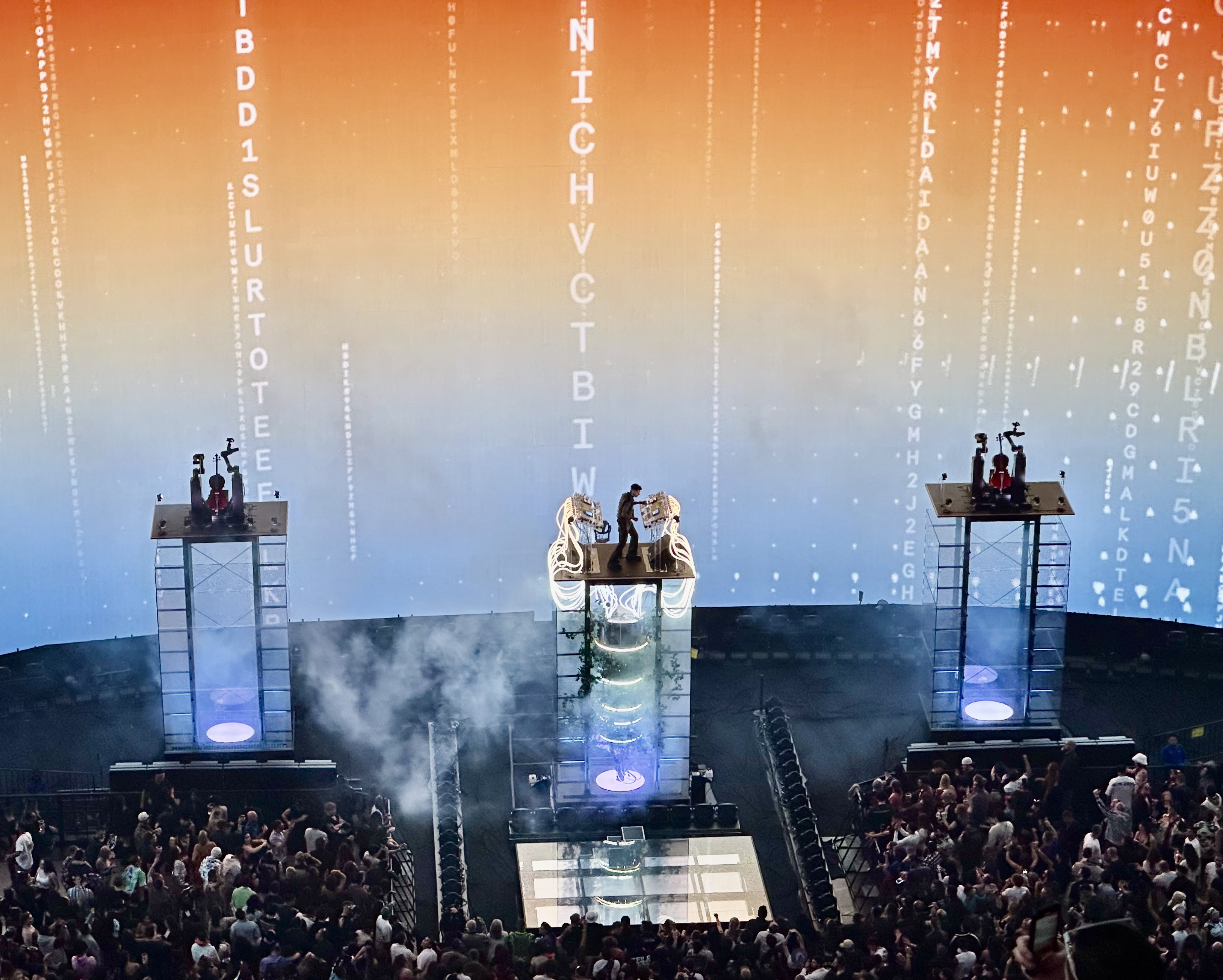
Anyma treedt op in Sphere in Paradise, Nevada, in de Las Vegas Valley, op 30 december 2024.

Anyma is het soloproject van Matteo Milleri, waarin hij elektronische muziek combineert met visuele kunst en innovatieve technologieën. Anyma staat bekend om zijn meeslepende live shows die gebruikmaken van 3D-animaties, holografieën en augmented reality-effecten. Zijn muziek bevat invloeden van melodische techno, ambient en progressieve elektronische stijlen, en verkent vaak thema's als de relatie tussen mens en technologie.
In 2021 bracht Anyma zijn eerste EP Sentient uit, gevolgd door het debuutalbum Genesys in 2023. Genesys werd geprezen om zijn futuristische soundscapes en diepgaande thema’s. De projecten van Anyma zijn een belangrijk onderdeel geworden van de identiteit van Afterlife en trekken een breed internationaal publiek aan.
Daarnaast werkt Anyma regelmatig samen met andere artiesten zoals Grimes, Ellie Goulding, en Cassian. Ook is hij een drijvende kracht achter de visuele innovaties binnen de shows van Tale of Us.